# マンゴスチン
マンゴスチン（英: mangosteen、学名: Garcinia mangostana）は、フクギ属の常緑高木。東南アジアのマレー原産。マレー語、インドネシア語ではマンギス（マレー語: manggis; インドネシア語: manggis）、タイ語ではマンクット（มังคุด）、ベトナム語ではマンクッ（măng cụt）、中国名で「莽吉柿」という。果実は美味で「果物の女王」と称される。フクギ科ではもっとも利用されている種の一つ。リンネの『植物の種』(1753年) で記載された植物の一つでもある。
名称にmangosteenとあるが、mango（マンゴー）との関連はない。
明治期の博物学書や百科事典の中で茫栗という漢字表記が用いられた。

## 特徴
7 - 25メートル (m) の直立する幹を持つ高木で、樹冠は円形または円錐形、樹皮は褐色から黒色、内側には黄色の樹液を含む。
葉は対生、卵形ないし長円形で長さ8 - 15センチメートル (cm) 、厚く革質でやや光沢を持つ。花は2.5 - 5 cmで雄花または両性花。両性花は若い短枝の先端に1または2個つく。萼と花弁は4枚、肉厚でわずかに黄色を帯びた赤色から淡桃色。雄しべは多数。雌しべは1個、柱頭は4 - 8裂する。果実は直径4 - 8 cmの球形で、表面は滑らか、肉厚の萼が宿存し、反対側に柱頭の跡が残る。果皮は厚くてやや硬く、暗赤紫色をしている。
果皮に包まれている食用の果肉部分は、仮種皮である。柱頭の数（通常4 - 8個）と同じに分離したミカンの房のような形をしており白色である。それぞれの房に1個の種子があるが、そのなかで発芽能力を持つ通常1個（0 - 2個）だけが大きい（長さ1 cm程度で扁平）。発芽能力を持たない種子は小さく食用時に気にならない。

## 栽培

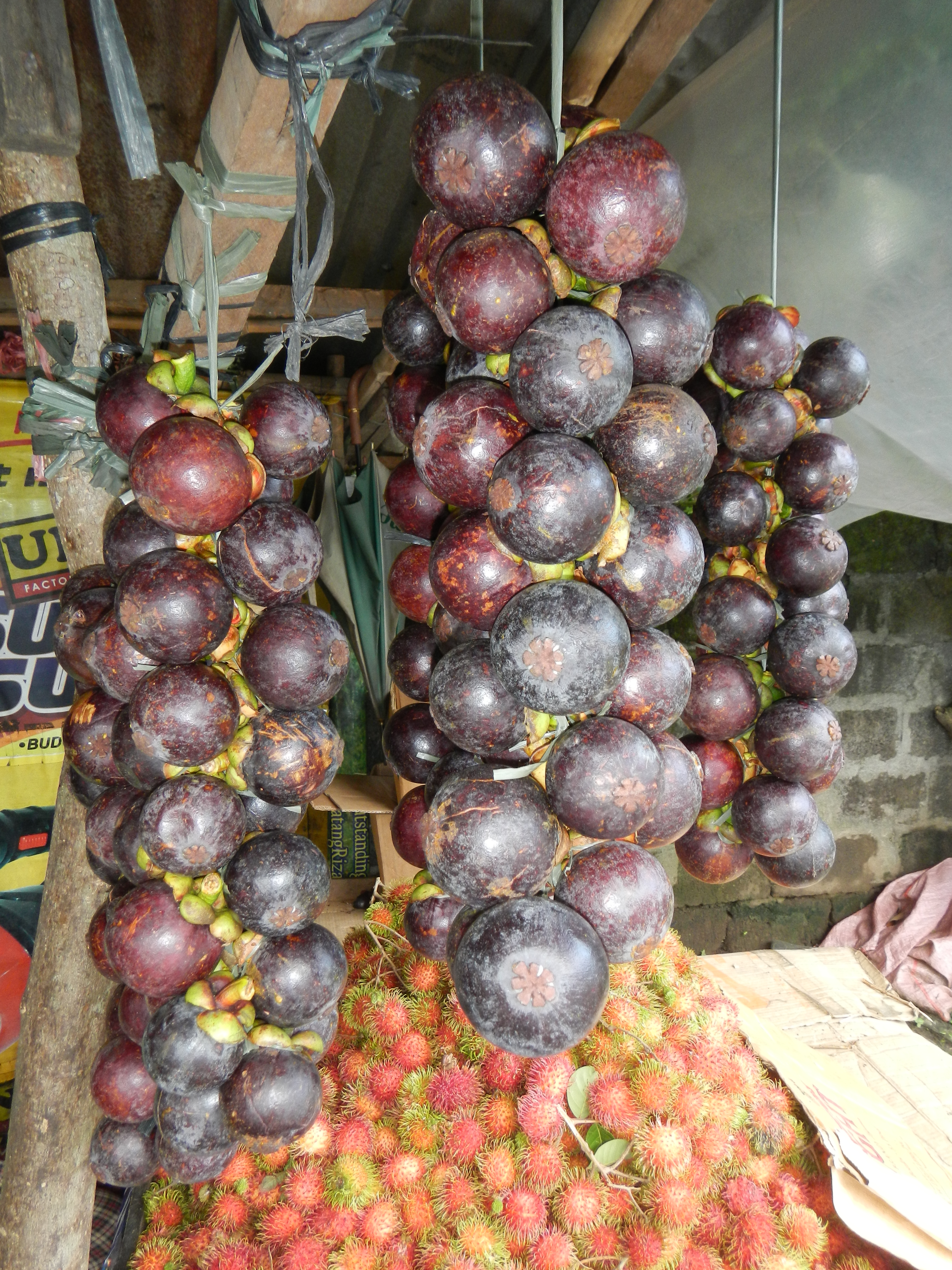
店頭に吊るされたマンゴスチン

東南アジアから南アジア、一部中南米で栽培される。輸出国としてはタイが有名である。ヴィクトリア女王をはじめヨーロッパ人に好まれた風味の果実のため、熱帯の各地への移入が今までに試みられてきている。ニュースサイト「VIETJO」では原産国がマレー半島とされており、ベトナムにはキリスト教の宣教師がもたらしたとされている。日本では、沖縄などで数々の熱帯果実の栽培が可能になっているが、現在のところマンゴスチン栽培は成功していない。
一般的に栽培は実生による。初期は遮光が必要で、成長し結実するまでに10年前後かかり遅い。高濃度の施肥に反応を示し、酸性土壌で良好な排水が必要。短期間の乾燥には耐えるが通年の降雨または灌漑が必要。若木で100-300個、成木で1000-3000個の果実がなる。

## 品種と近縁種
雑種起源の倍数体で無性生殖をするといわれ、品種は知られていない。
フクギ属（Garcinia）は100種ほど知られ、マンゴスチンの台木に使われるものもある。フクギ（G. subelliptica）は日本では沖縄県等で防風林・防潮林として植えられ、樹皮は染色に利用されている。

## 主な利用例
後述の通り、果実は果物として食べられる。
果実の外皮は粉末にして下痢、赤痢、皮膚病に使われるほか、保湿効果や動脈硬化の予防効果が示唆されている。また、葉は乾燥させて茶にするほか、皮は染料としても使える。マンゴスチンの外皮に含まれるポリフェノールの一種のキサントンに、がん抑制効果があることが発表された。
東南アジアの国では、ドリアンとともにマンゴスチンを持ち込み禁止を掲げているホテルがある（特に高級ホテルに多い）。ドリアンはその匂いが強烈なためだが、マンゴスチンは皮に含まれる赤い色素でベッドや絨毯など調度類を汚してしまうおそれがあり、染料に使うほどなので容易に落とすことができないためである。

### 食用
ドリアンを「果物の王様」とよぶのに対し、マンゴスチンは柔らかい果肉、香りが良くさわやかな甘味で上品な味わいから、「果物の女王」ともよばれる。デリケートな食感を楽しむため生食が一般的だが、ジュース、ゼリー、缶詰に加工されることもある。
基本的に劣化しやすく賞味期間の短い果物である。高湿度で低温にすればその期間を伸ばすことができるが原産国では気温が高く、数日で劣化してしまうことが多い。実験では4℃で湿度90%で49日間品質を保ったという。
収穫後は多くの果物とは反対に果皮が硬化してゆくが、もともと分厚く固いため内部の様子が分かりにくい。劣化するとシャーベット状だった可食部は透明感が増し黄変し不味。
日本では、生または冷凍、シロップ漬の缶詰で入手できる。但し、ミバエの侵入を懸念して、現地のスーパーなどで購入した生のものは、そのまま国内に持ち込むことは禁止されている。国内では生の持ち込みは2003年に解禁されたものの、植物検疫に合格したことが証明されたもののみが持ち込み可能であるため、現状でも流通量は少なく値段も高い。また、生のものと解凍のものでは味が著しく異なる。2023年には条件付きで熱処理なしでタイから輸入できるようになった。
アメリカ合衆国でも同様にミバエの侵入を懸念して輸入が禁止されていたが、2007年に放射線照射処理をすることを前提に輸入解禁となった。